# Elatostema bidiense
Elatostema bidiense är en nässelväxtart som beskrevs av H. Schröter. Elatostema bidiense ingår i släktet Elatostema och familjen nässelväxter. Inga underarter finns listade i Catalogue of Life.